# Mongoleon pilosus
Mongoleon pilosus is een insect uit de familie van de mierenleeuwen (Myrmeleontidae), die tot de orde netvleugeligen (Neuroptera) behoort. 
Mongoleon pilosus is voor het eerst wetenschappelijk beschreven door Krivokhatsky in 1992.